# Gadila subcolubridens
Gadila subcolubridens is een Scaphopodasoort uit de familie van de Gadilidae. De wetenschappelijke naam van de soort is voor het eerst geldig gepubliceerd in 1954 door Ludbrook.